# رابرت لیوینگستون (ورزشکار)
رابرت لیوینگستون (انگلیسی: Robert Livingston; ۳ نوامبر ۱۹۰۸ – ۲ آوریل ۱۹۷۴ (۶۵ سال)) بازیکن هاکی روی یخ اهل ایالات متحده آمریکا بود.